# ألي رينولدز
ألي رينولدز (بالإنجليزية: Allie Reynolds) هو لاعب كرة قاعدة أمريكي، ولد في 10 فبراير 1917 في بيثاني في الولايات المتحدة، وتوفي في 26 ديسمبر 1994 في أوكلاهوما سيتي في الولايات المتحدة.

## وصلات خارجية
- ألي رينولدز على موقع دوري كرة القاعدة الرئيسي (الإنجليزية)
- ألي رينولدز على موقعبيزبول رفرنس.كوم (الدوري الرئيسي) (الإنجليزية)
- ألي رينولدز على موقعبيزبول رفرنس.كوم (الدوري الثانوي) (الإنجليزية)
- ألي رينولدز على موقع جمعية أبحاث البيسبول الأمريكية (الإنجليزية)
- ألي رينولدز على موقع مشجعي الرسوم البيانية (الإنجليزية)